# 野村良昌
野村 良昌（のむら よしまさ、生没年不詳）は、江戸時代中期の薩摩藩鹿児島城下の武士。家格小番。モウソウチクを薩摩藩に輸入した薩摩藩側の現場責任者。

## 概略
剣術示現流の師範東郷実昉の舅で、東郷実乙の外祖父。藩職は物頭、町奉行を勤める。また始羅郡山田郷地頭や薩摩郡高城郷地頭を兼務する。2回琉球に渡海し、2回目の物頭時代に琉球王国在番を命じられて琉球に行くが、この時に島津吉貴よりモウソウチクの輸入を命じられ、清からモウソウチク20株を輸入する。鹿児島に戻ると仙巌園にモウソウチクを献じる。

## 略伝
正徳4年（1714年）、相良権大夫とともに琉球に派遣される。享保11年1月11日、始羅郡山田郷地頭に就任。元文元年（1736年）、当時、物頭職を勤め、物頭として琉球在番を命じられ、琉球渡海。このときモウソウチクの輸入を命じられ、5月にモウソウチク20株を清より琉球に輸入する。
元文3年（1738年）、在番の任期切れにより帰国し、吉貴のいる仙巌園にモウソウチクを献上する。同年7月1日に町奉行及び川内高城地頭に就任する。なお、当時の町奉行の同僚に示現流高弟の薬丸兼慶がいた。元文5年（1740年）2月15日、役料90石をもらう。延享元年（1744年）6月5日、高城地頭を辞任する。

## 子孫
宝暦6年（1756年）の「松平又三郎家中分限帳」の馬方に「高115石 野村勘兵衛」とあるが、これは良昌の後嗣と思われる。また、「奄美史料集成」では安永6年（1777年）の沖永良部島代官は「野村勘兵衛」であるという。

## 関連史跡
「鹿児島市史III」の『鹿児島市の金石文』によると、鹿児島市坂元町催馬楽公卿屋敷跡に「野村勘兵衛良昌造立石祠」があるという。